# Danny Way
Danny Way (* 15. dubna 1974, Portland, Oregon) je americký skateboardista.
Kolem roku 1978 začal Danny Way jezdit na skateboardu a v roce 1984 začal závodit na soutěžích. Zlom v jeho kariéře nastal roku 1989, kdy Danny Way je už uznáván jako profesionální skateboardista.

## Dannyho rekordy a úspěchy
Danny Way je jeden z mála lidí v tomto sportu, který má velmi uznávané výkony a respekt všech ostatních. Jeho první úspěch byl v roce 1991, kdy vyhrál anketu časopisu Thrasher - Skater of the Year a byl vyhlášen skaterem roku. V roce 1995 získal na amerických X-Games 1. místo v největším skoku, v kategorii High Air. 17. dubna 2002 Danny Way vytvořil svůj první světový rekord ve skoku do výšky v rampě, tento skok měřil 5,56 m.
Roku 2003 si nechal Danny Way postavit v PointXcampu v Temecule obří rampu, kde Danny vytvoří hned dva světové rekordy za sebou - skok do dálky, který měřil 23 metrů a po tomto skoku hned jak dopadl, vyletěl hned do výšky 7,14 metrů. V roce 2004 skok do dálky posunul na 24 m.
V roce 2004 je časopisem Transworld vyhlášen jako Best Vert Skater (nejlepší vertový jezdec). V roce 2004 Danny vyhrál podruhé anketu Thrasher - Skater Of The Year. Stal se tak prvním skaterem, který dokázal vyhrát v této anketě dvakrát. V roce 2005 vyhrál opět na amerických X-Games 1 místo v největším skoku.
9.7.2005 se Danny Way zapsal navždy do paměti všech lidí[zdroj?], jelikož jako první na světě přeskočil Velkou čínskou zeď v Číně. Stavba rampy na přeskok zdi vyšla na rovných 500 000 dolarů. Rampa byla tak prudká, že Danny Way na ní jel rychlostí 90 km/h. Danny Way zde překonal rekord skoku do dálky, který nyní činí 27 m.
V roce 2006 udělal Danny Way rekord ve seskoku z plošiny do rádiusu. Tento rekord vytvořil v USA a vybral si k němu casion Hardrock, u kterého je postavena gigantická kytara, ze které Danny seskočil z výšky kolem 28 stop. V tomto roce také Danny Way vymyslel svůj vlastní trik, který nazval El Camino (kombinace rocket airu a backflipu), který předvedl na mega rampě v Mexico City.
Danny je typ člověka, který si vytvoří rekordy a pak je překonává jen sám.

## Současní sponzoři
DC shoes, Plan B skateboards, Independent trucks, Nixon, Momentumskate, Spy a Capix.

## Videa s Dannym Wayem
- DC Deluxe
- DC Video
- Plan B - Questionable
- Plan B - Revolution
- Plan B - Virtual Reality
- Plan B - Second Hand Smoke
- Thrasher - S.O.T.Y.